# 萬縣流杯池
萬縣流杯池位於四川省萬縣市，文物遺址年代判定為宋代。1961年7月13日公佈為四川省第二批歷史及革命文物保護單位。現屬重慶市。
1973年，萬縣地區文工團修建劇場（高筍塘影劇院）違反國務院和四川省革命委員會有關保護文物的規定，在省級文物保護單位「流杯池」範圍內修建房屋，破壞了流杯池的環境。1978年，四川省在大足縣召開四川省文物工作會議，在會上提出一個《撤銷文物保護單位》的名單，擬撤銷十一個省級文物保護單位，其中包括了「流杯池」。撤銷理由是「基建布局不當」。萬縣代表：基建布局不當，造成省文物保護單位「流杯池」管理上的一些困難，但文物保護單位的主體-西山碑和流杯池以及青羊宮前的一些石刻仍存，不同意撤銷。由萬縣地區的帥再淼、陸露峰等5位代表共同簽名寫下了書面意見。到了1980年7月，四川省政府重新公布文物保護單位時，「流杯池」這個保護單位項目改為「西山碑」，仍列為四川省文物保護單位。